# Zygmunt Kubiak
Zygmunt Kubiak (ur. 30 kwietnia 1929 w Warszawie, zm. 19 marca 2004 tamże) − polski pisarz, eseista, tłumacz, propagator kultury antycznej, wykładowca Uniwersytetu Warszawskiego, sekretarz Ogólnopolskiego Klubu Postępowej Inteligencji Katolickiej.

## Życiorys
Urodził się w rodzinie Franciszka (1895–1946) i Cecylii z Damięckich (1895–1969). Brat poety Tadeusza Kubiaka oraz historyka Janusza Stefana Kubiaka. Dzieciństwo spędził w Warszawie na Grochowie. Absolwent VI Miejskiego Gimnazjum i Liceum im. Powstańców Warszawy w Warszawie. Stopień doktora uzyskał w 1994 na Wydziale Polonistyki Uniwersytetu Warszawskiego, na podstawie rozprawy pt. Studia nad twórczością Klemensa Janickiego i Jana Kochanowskiego (promotor: Janusz Pelc).
Autor Mitologii Greków i Rzymian (1997, finał Nagrody Literackiej Nike 1998); Brewiarza Europejczyka (1998), Literatury Greków i Rzymian (1999), Dziejów Greków i Rzymian (2003); przełożył m.in. Eneidę. W 1978 opublikował w Instytucie Wyd. „Pax” przekład Wyznań Augustyna z Hippony. W kolejnych latach kilkakrotnie wznawiany w tym wydawnictwie, następnie, od 1994 w „Znaku”. Ostatnie dzieła, które miał w planach, to książka o Janie Kochanowskim oraz przekład Nowego Testamentu (ukazała się jedynie Ewangelia według św. Łukasza, Świat Książki 2004).
Autor przekładów wierszy greckiego poety Konstandinosa Kawafisa. Pracy nad przekładem wszystkich 253 wierszy Kawafisa poświęcił ponad 30 lat. Wydał także antologie Muza grecka (1960), Muza rzymska (1963) i Antologię Palatyńską (1978) z własnymi przekładami literatury antyku oraz Antologię poezji nowogreckiej (1970). Poza tym tłumaczył z języka angielskiego: Poezje wybrane Williama Blake'a (1991) oraz antologię Twarde dno snu. Tradycja romantyczna w poezji języka angielskiego. Przełożył Dwóch panów z Werony Williama Shakespeare'a i Tragedię hiszpańską Thomasa Kyda (w antologii Dramat elżbietański).
Członek Stowarzyszenia Pisarzy Polskich.
Mąż Hanny z domu Ramuk (1932–2006), ojciec m.in. Moniki Kubiak.
Zmarł w Warszawie, pochowany na cmentarzu leśnym w Laskach (kwatera D-VIII-2).

## Twórczość
- Półmrok ludzkiego świata, Znak 1963, (wyd. II) 2001
- Wędrówki po stuleciach, Znak 1969
- Szkoła stylu. Eseje o tradycji poezji europejskiej, PIW 1972
- Słowo o znaczeniu pracy edytorskiej, PIW 1980
- Jak w zwierciadle, ATK 1985
- Przestrzeń dzieł wiecznych. Eseje o tradycji kultury śródziemnomorskiej, Znak 1993
- Kawafis Aleksandryjczyk, Tenten 1995 (w zmienionej formie jako część wydania Kawafis. Wiersze i proza, Świat Książki 2001)
- Mitologia Greków i Rzymian, Świat Książki 1997, Znak 2013
- Brewiarz Europejczyka, Więź 1998 (w zmienionym później wydaniu jako Nowy brewiarz Europejczyka, Więź 2001)
- Literatura Greków i Rzymian, Świat Książki 1999, Znak 2013
- Uśmiech Kore, Więź 2000
- Dzieje Greków i Rzymian. Piękno i gorycz Europy, Świat Książki 2003, Znak 2014
- Przybliżenia. Studia nad twórczością Klemensa Janickiego i Jana Kochanowskiego, Wydział Polonistyki Uniwersytetu Warszawskiego 2015 (praca doktorska obroniona w 1994)

## Przekłady
Zygmunt Kubiak wielokrotnie wracał do dzieł wcześniej przez niego przekładanych i nieraz gruntownie je zmieniał – same choćby wybory z Antologii palatyńskiej ewoluowały w ciągu lat stylistycznie oraz pod kątem zawartości. Twarde dno snu... jest natomiast kompilacją większości wierszy poetów anglojęzycznych, których Tłumacz wydawał wcześniej oddzielnie w mniejszych zbiorkach. Poniższy wykaz zawiera wersje, które jako ostatnie ukazały się za życia autora.
- Wydania Antologii palatyńskiej, kilka edycji gruntownie zmienianych. Ostatnie pt. Grecy o miłości, szczęściu i życiu. Epigramaty z Antologii Palatyńskiej, Libros 2002.
- Antologia poezji nowogreckiej, Państwowy Instytut Wydawniczy 1970.
- Muza rzymska. Poezja starożytnego Rzymu (wiele wydań, ostatnie Wydawnictwo Fundacji Büchnera 1992).
- Twarde dno snu. Tradycja romantyczna w poezji języka angielskiego, ostatnie wydanie Noir Sur Blanc 2002.
- Św. Augustyn, Wyznania (wiele wydań, ostatnie Świat Książki 2001).
- Ewangelia wg św. Łukasza, Świat Książki 2004.
- Józef Flawiusz, Dawne dzieje Izraela (razem z Janem Radożyckim) Oficyna Wydawnicza „Rytm” 2001.
- Kawafis. Wiersze i proza, Świat Książki 2001 (ostatnia z wielu gruntownie zmienianych edycji przekładów Konstandinosa Kawafisa).
- Medytacje Janicjusza, Wydawnictwo Fundacji Büchnera 1992.
- Wergiliusz, Eneida (wiele wydań, ostatnie Świat Książki 1998).
- Michael Grant, Mity rzymskie, Państwowy Instytut Wydawniczy 1978 (wyd. 2 1993).

## Rozmowy
- Ziemowit Skibiński, Zwierciadło śródziemnomorskie. Rozmowy z Zygmuntem Kubiakiem, Tygiel Kultury 2002.
- Klasyczne miary i świat współczesny. Z Zygmuntem Kubiakiem rozmawia Paweł Czapczyk, Więź 2009.

## Opracowania
- Agata Skała, Sztuka i wartości. O eseistyce Zygmunta Kubiaka, Wydawnictwo UMCS, Lublin 2004.
- Ziemowit Skibiński, Ogrodnik w ogrodzie świata. Cztery eseje o pisarstwie Zygmunta Kubiaka, Wydawnictwo Biblioteka, Łódź 1999.
- Paweł Czapczyk, Portret humanisty. Zygmunt Kubiak w kręgu eseistyki, mitologii i krytyki kultury, Wydawnictwo Poznańskie, Poznań 2011.

## Nagrody i odznaczenia
- Nagroda Młodych im. Włodzimierza Pietrzaka (1958)[7]
- Nagroda „Merkuriusza Polskiego” (Londyn 1958)[8]
- Nagroda Fundacji im. Kościelskich (1963)
- Nagroda Polskiego PEN Clubu za przekłady z lit. klasycznych i lit. nowogreckiej (1967)
- Nagroda Fundacji Alfreda Jurzykowskiego w Nowym Jorku (1980)
- Nagroda literacka ZAiKS-u dla tłumaczy (1981, 1987)[9]
- Nagroda „Literatury na Świecie” za najlepszy przekład poetycki 1981 roku (1982)
- Nagroda Kulturalna „Solidarności” (1987)[8]
- włoska nagroda „Premio Canaletto” (1989)[8]
- Nagroda Edytorska Polskiego Polskiego PEN Clubu (1990)[8]
- Wielka Nagroda Fundacji Kultury (1997)[8]
- Krzyż Komandorski Orderu Odrodzenia Polski (1997)[10][11]
- Nagroda Literacka „Nike” (1998)
- Nagroda Literacka im. Władysława Reymonta (2000)[12]
- Nagroda Wydawców Katolickich „Feniks” (2001)[8]
- Nagroda Papieska Totus Tuus (2002)
- Specjalna Nagroda im. księdza Józefa Tischnera za twórczość translatorską, a zwłaszcza za przekład Wyznań św. Augustyna (pośmiertnie, 2004)